# Kosturinți, Pernik
Kosturinți (în bulgară Костуринци) este un sat în comuna Trăn, regiunea Pernik,  Bulgaria. 

## Demografie
Componența etnică a satului Kosturinți
     Bulgari (90,9%)
     Nicio identificare (9,09%)
     Altele (0%)
La recensământul din 2011, populația satului Kosturinți era de 22 locuitori. Din punct de vedere etnic, majoritatea locuitorilor (90,9%) erau bulgari. Pentru 9,09% din locuitori nu este cunoscută apartenența etnică.